# Kenny Chesney
Pour les articles homonymes, voir Chesney.
Kenny Chesney est un chanteur américain de country, né le 26 mars 1968 à Knoxville dans le Tennessee.
Il s'est notamment fait connaître par deux tubes No Shoes, No Shirt, No Problems et When The Sun Goes Down en duo avec Uncle Kracker.
Il est également célèbre pour son mariage en 2005 avec l'actrice Renée Zellweger lequel n'a duré que quelques mois.
Kenny Chesney est classé premier de la liste des chanteurs de country les plus riches par le magazine Forbes pour l'année 2009-2010 (montant estimé de ses revenus : 50 millions de dollars).

## Ses débuts
Sa carrière musicale commença par des représentations dans des petites salles aux alentours de la ville de Johnson City comme le Chucky's Trading Post (un petit restaurant mexicain), le Quarterbacks BBQ et Rafters.
Il a enregistré son premier album en 1993 au studio d'enregistrement de Bristol, en Virginie. Milles copies en furent tirés et vendues. Avec l'argent des ventes d'album, il s'acheta une nouvelle guitare. Une fois son diplôme en poche, il partit pour Nashville.
Son premier album, In My Wildest Dreams, sortit en avril 1994[réf. nécessaire]. Lorsque Capricorn Records ferma sa division country à Nashville, Chesney signa avec BNA Records.

## Anecdotes
Dans son livre Planète insolite, William Buzy raconte que lors d'un concert à Nashville, Nathan Blankenship, un fan est confondu avec le chanteur par la foule, qui se presse autour de lui et lui demande de poser pour des photos et de signer des autographes. Craignant un débordement, la sécurité intervient et demande au sosie de quitter les lieux. Malgré ses protestations, le jeune homme ne pourra pas revenir assister au spectacle. À la suite de la polémique déclenchée sur les réseaux sociaux, il obtiendra finalement le remboursement des 200 $ de son ticket, et quelques cadeaux du label.

## Discographie
- 1994 : In My Wildest Dreams
- 1995 : All I Need To Know
- 1996 : Me And You
- 1997 : I Will Stand
- 1999 : Everywhere We Go
- 2002 : No Shoes, No Shirt, No Problems
- 2003 : All I Want For Christmas Is A Real Good Tan
- 2004 : When the Sun Goes Down
- 2005 : Be As You Are (Songs From an Old Blue Chair)
- 2005 : The Road and the Radio
- 2007 : Just Who I Am: Poets & Pirates
- 2008 : Lucky Old Sun
- 2010 : Hemingway's Whiskey
- 2012 : Welcome to the Fishbowl
- 2013 : Life on a Rock
- 2014 : The Big Revival
- 2016 : Cosmic Hallelujah

## Récompenses
- 1997 : New Male Vocalist of the Year
- 2002 : ACM Male Vocalist of the Year
- 2004 : CMA Entertainer of the Year
- 2004 : CMA Album of the Year, pour When The Sun Goes Down
- 2004 : CMT Hottest Video of the Year, pour No Shoes, No Shirt, No Problems
- 2005 : ACM Triple Crown Winner
- 2005 : ACM Entertainer of the Year
- 2005 : CMT Male Video of the Year
- 2006 : CMA Entertainer of the Year
- 2006 : ACM Entertainer of the Year
- 2006 : CMT Male Video of the Year
- 2007 : CMA Entertainer of the year
- 2007 : CMA Musical Event of the Year, pour Find Out Who Your Friends Are, en trio avec Tracy Lawrence (en) et Tim McGraw
- 2007 : CMT Male Video Of The Year